# Marcus Jauer
Marcus Jauer (* 1974 in Borna) ist ein deutscher Autor und Journalist.

## Leben
Nach der Ausbildung an der Deutschen Journalistenschule in München zog Jauer nach Berlin. Er schrieb dort sieben Jahre lang für die Süddeutsche Zeitung Porträts, Reportagen und Streiflichter. Anschließend arbeitete er für das Feuilleton der Frankfurter Allgemeinen Zeitung. 1999 erhielt er den Helmut-Stegmann-Preis, 2000 den Axel Springer Preis, 2020 war er für den Theodor-Wolff-Preis nominiert. 2011 wurde sein Artikel Tor in Fukushima! vom Onlinemagazin Der Umblätterer als bester Feuilleton-Artikel des Jahres ausgezeichnet. Seit 2014 ist er als freier Autor tätig, unter anderem für Die Zeit und das Magazin der Süddeutschen Zeitung. Jauer ist Vater von drei Kindern, wohnt in Berlin und hat mit seiner Frau Alexa Hennig von Lange mehrere Sachbücher veröffentlicht. 2020 war er Ghostwriter des Bestsellers Unsere Welt neu denken von Maja Göpel, seine Co-Autorschaft wurde jedoch erst 2022 bekannt.

## Bücher
mit Alexa Hennig von Lange
- 2016 Stresst ihr noch oder liebt ihr schon? Erzählendes Sachbuch. Gütersloher Verlagshaus, ISBN 978-3-579-08949-2.
- 2017 Breaking Good. Sachbuch für Jugendliche. cbt Verlag, München, ISBN 978-3-570-16297-2.
- 2018 Keine Angst! … ist auch eine Lösung, Gütersloher Verlagshaus, ISBN 978-3-579-08702-3

mit Maja Göpel
- 2020 Unsere Welt neu denken: Eine Einladung. Ullstein, Berlin 2020, ISBN 978-3-550-20079-3.
- 2022 Wir können auch anders. Aufbruch in die Welt von morgen. Ullstein, Berlin 2022, ISBN 978-3-550-20161-5.